# Федерација спортова на леду Андоре
Федерација спортова на леду Андоре (кат. Federació Andorrana d'Esports de Gel, SAIHA) кровна је спортска организација задужена за професионална и аматерска такмичења у спортовима на леду (хокеј на леду, карлинг и уметничко клизање) на подручју Кнежевине Андоре. 
Федерација је пуноправни члан Међународне хокејашке федерације (ИИХФ) од 4. маја 1995. године. 
Седиште Савеза налази се у варошици Каниљо.

## Историја
Преломни моменат за развој спортова на леду у Андори било је отварање ледене дворане у Каниљу 1987. године. Свега три године касније основане су и секције за хокеј на леду и уметничко клизање. 
Године 2000. основан је и први карлинг клуб (Акура).
Национална федерација спортова на леду основана је уз одобрење националне Владе 18. марта 1992. године

## Статистички подаци
Према подацима ИИХФ из 2013. на подручју Андоре регистрована су укупно 52 играча хокеја на леду (17 сениора, 11 сениорки и 24 јуниора). 
Једина ледена дворана са вештачким ледом у земљи налази се у Каниљу, и има капацитет од 1.500 места. У тој дворани је одржано такмичење за светско првенство у хокеју на леду 1997. године (група Д). 